# Suvaja (Imotsko polje)
Suvaja je rječica u Hrvatskoj. Teče iz akumulacijskog jezera Ričice kod Imotskog, a protječe dubokim kanjonom "Badnjevice" i kroz Donji Proložac. Korito Suvaje je premošćemo rimskim mostom koji se nalazi u centru mjesta uz istoimeno igralište Šarampov. Za vrijeme Austro-Ugarske korito je uređeno na način da su izgrađene kaskade, tzv.Mostine i obzidane obale. Daljnji tok Suvaje se nastavlja na melioracijski natapni projekt Imotskog polja. Za napomenuti je da Suvaja ne teče stalno otkad je 80-tih godina 20-tog stoljeća izgrađeno akumulacijsko jezero i brana uzvodno u mjestu Ričican, te se danas kontroliranim ispuštanjem vode iz akumulacije utječe na količinu protoka vode u Suvaji.